# Honorine Ngou
Honorine Ngou, née en 1957, est une essayiste, une romancière, conférencière et féministe  militante des droits des femmes et une enseignante gabonaise. Son roman le plus connu est Féminin interdit publié en 2007 aux éditions L'Harmattan.

## Biographie
Elle est née en 1957, à Meyo Eba, près de Bitam, au Nord du Gabon, aînée d’une fratrie de onze enfants dont neuf filles. Ses parents encouragent sa scolarisation, bien que sa mère n'ait jamais été scolarisée et que son père n'ait suivi que deux années d'école primaire. Sa famille privilégie les garçons au sein de la fratrie, une culture qu'elle attribue à son ethnie et qui impactera ses écrits. Malgré ce contexte elle réussit à mener des études. À seize ans, elle épouse Albert Ngou Ovono, étudiant à l'université de Libreville. Elle étudie avec son mari à Libreville, puis, lorsqu'il se rend en France en 1974 pour poursuivre des études universitaires, elle s'inscrit dans un lycée de Grenoble et poursuit à l'université de Montpellier où elle obtient son doctorat en 1985. De retour au Gabon avec son mari en 1978, elle effectue des études supérieures à l'université Omar Bongo puis obtient un doctorat en France.
En 1985, elle devient professeur à l'université Omar Bongo, et quelques années plus tard présidente du département de français dans cette université.
Honorine Ngou souhaite s'orienter vers l'écriture afin de rendre compte des inégalités et discriminations affectant les femmes au Gabon, et qu'elle attribue au poids des traditions patriarcales.Son roman le plus connu, Féminin interdit publié en 2007 aux éditions L'Harmattan, traite de la thématique du mariage précoce.
Elle publie aussi des manuels et des essais, qui traitent des questions d'égalité et des violences subies par les femmes gabonaises dans une perspective féministe adaptée à la société dans laquelle elle vit. Elle porte une attention particulière à la culture fang dans son essai Mariage et violence dans la société traditionnelle fang au Gabon  publié en 2007. Elle est également connue pour son activité de conférencière sur la société gabonaise et la place qu'y tiennent les femmes.
Elle vit dans un des quartiers de Libreville, Nzeng Ayong, et y ouvre une librairie, Le Savoir, gérée par son mari Albert Ngou Ovono,.
Engagée en faveur du droit des femmes elle écrit: « La suprématie du mâle est si ancrée dans les mentalités qu'il nous incombe en tant que femmes et écrivaines de montrer que la femme n'est ni un être inférieur, ni une personne appelée à accepter toutes les violences mais une composante essentielle de l'humanité. »
Le 5 décembre 2023, elle accuse l'ancien gouvernement du Gabon d'avoir dévergondé la société en dépénalisant l'homosexualité en 2020, auprès du média Gabon Review. À travers cet entretien, elle met en avant son nouveau livre intitulé Homosexualité imposée, Gabon dévergondé. Une partie de l'opinion gabonaise juge cet ouvrage homophobe. Le 7 décembre 2023, le chanteur franco-gabonais Jann Halexander fait publier un droit de réponse sur le même média, insistant sur le fait que tous les gabonais sont loin de partager son avis et que la société gabonaise est variée. 

## Principales publications
- 2003 : Quatorze clés pour réussir son couple, Libreville, Maison gabonaise du livre.
- Honorine, ... Impr. Corlet), Vingt-huit clés pour entretenir son couple, L'Harmattan, dl 2008 (ISBN 978-2-296-05507-0 et 2-296-05507-9, OCLC 470935942, lire en ligne)
- 2007 : Honorine Ngou, Mariage et violence dans la société traditionnelle fang au Gabon, L'Harmattan, 2007 (ISBN 978-2-296-03379-5 et 2-296-03379-2, OCLC 159955769, lire en ligne).
- 2007 : Féminin interdit, Harmattan, 2007 (ISBN 978-2-296-03625-3 et 2-296-03625-2, OCLC 162436381, lire en ligne).
- 2007 : Pratique du français : bien accorder le participe passé : règles, exercices et corrigés, L'Harmattan, dl 2007 (ISBN 978-2-296-03353-5 et 2-296-03353-9, OCLC 470978207, lire en ligne).
- 2008 :Vingt-huit clés pour entretenir son couple, L'Harmattan, dl 2008 (ISBN 978-2-296-05507-0 et 2-296-05507-9, OCLC 470935942, lire en ligne).
- 2010 : Afép : l'étrangleur-séducteur : roman, L'Harmattan, 2010 (ISBN 978-2-296-13595-6 et 2-296-13595-1, OCLC 694829705, lire en ligne).
- 2013 : 50 contes éducatifs fang. Libreville, Éditions Odette Maganga.
- 2017 : Mon mari, mon salaud: essai, Libreville, Les Éditions Le Savoir, préface de Claudette Oriol-Boyer.
- 2017 : Ils ne pensent qu'à ça : roman, la Doxa, dl 2017 (ISBN 978-2-37638-027-6 et 2-37638-027-8, OCLC 993106746, lire en ligne).